# Ricardo López (harceleur)
 (juillet 2024).
La mise en forme du texte ne suit pas les recommandations de Wikipédia : il faut le « wikifier ».
Les points d'amélioration suivants sont les cas les plus fréquents. Le détail des points à revoir est peut-être précisé sur la page de discussion.
- Les titres sont pré-formatés par le logiciel. Ils ne sont ni en capitales, ni en gras.
- Le texte ne doit pas être écrit en capitales (les noms de famille non plus), ni en gras, ni en italique, ni en « petit »…
- Le gras n'est utilisé que pour surligner le titre de l'article dans l'introduction, une seule fois.
- L'italique est rarement utilisé : mots en langue étrangère, titres d'œuvres, noms de bateaux, etc.
- Les citations ne sont pas en italique mais en corps de texte normal. Elles sont entourées par des guillemets français : « et ».
- Les listes à puces sont à éviter, des paragraphes rédigés étant largement préférés. Les tableaux sont à réserver à la présentation de données structurées (résultats, etc.).
- Les appels de note de bas de page (petits chiffres en exposant, introduits par l'outil «  Source ») sont à placer entre la fin de phrase et le point final[comme ça].
- Les liens internes (vers d'autres articles de Wikipédia) sont à choisir avec parcimonie. Créez des liens vers des articles approfondissant le sujet. Les termes génériques sans rapport avec le sujet sont à éviter, ainsi que les répétitions de liens vers un même terme.
- Les liens externes sont à placer uniquement dans une section « Liens externes », à la fin de l'article. Ces liens sont à choisir avec parcimonie suivant les règles définies. Si un lien sert de source à l'article, son insertion dans le texte est à faire par les notes de bas de page.
- La présentation des références doit suivre les conventions bibliographiques. Il est recommandé d'utiliser les modèles {{Ouvrage}}, {{Chapitre}}, {{Article}}, {{Lien web}} et/ou {{Bibliographie}}. Le mode d'édition visuel peut mettre en forme automatiquement les références.
- Insérer une infobox (cadre d'informations à droite) n'est pas obligatoire pour parachever la mise en page.

Pour une aide détaillée, merci de consulter Aide:Wikification.
Si vous pensez que ces points ont été résolus, vous pouvez retirer ce bandeau et améliorer la mise en forme d'un autre article.
Pour les articles homonymes, voir Ricardo López et López.
Ricardo López (14 janvier 1975 - 12 septembre 1996), également connu sous le nom de Björk stalker (le harceleur de Björk), est un Américano-Uruguayen qui a tenté d'assassiner la chanteuse islandaise Björk en septembre 1996.
Ricardo López commence à développer une passion pour Björk en 1993, cette idée fixe se muant en obsession puis en haine à la suite de la relation de la chanteuse avec le musicien Goldie. Pendant près de neuf mois, López a réalisé un journal vidéo dans son appartement de Hollywood, en Floride, dans lequel il évoquait de multiples sujets, notamment Björk et sa vision de lui-même. 
Le 12 septembre 1996, il poste un colis piégé d'acide sulfurique à destination de la résidence londonienne de la chanteuse avant de rentrer chez lui pour y filmer son suicide. Il faudra quatre jours à la police pour découvrir le corps et les vidéos de Ricardo López. Björk en sortira indemne, les autorités ayant intercepté le colis avant qu'il ne lui parvienne.

## Biographie

### Jeunesse
Ricardo López est né le 14 janvier 1975 en Uruguay dans une famille de classe moyenne qui déménagea plus tard aux États-Unis pour s'installer en Géorgie,. Décrit comme facile à vivre mais introverti, López entretient de bonnes relations avec sa famille et ses quelques amis masculins, mais n'a jamais eu d'amitié ou de relation intime avec des femmes, conséquence de son mal-être et de son comportement maladroit avec les femmes. 
Ricardo López abandonne le lycée avec l'ambition de devenir artiste. Cependant, il n'a pas poursuivi sérieusement de carrière artistique en raison d'un fort complexe d'infériorité et par peur de voir sa candidature refusée en école d'art,. Afin de subvenir à ses besoins, son frère l'embauche régulièrement pour travailler dans sa société de désinsectisation. 
À l'âge de 17 ans, Ricardo López s'est totalement replié sur lui-même et vivait reclus, se réfugiant dans un monde de fantasmes nourri d'une fascination pour les célébrités.

### Obsession pour la chanteuse Björk

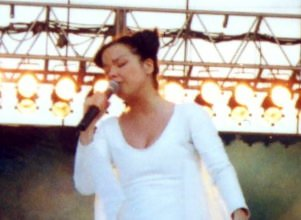
Björk en concert à Ruisrock, Turku, Finlande (1998)

À partir de 1993, Ricardo López développe  une obsession pour la chanteuse islandaise Björk. Il commence par recueillir des informations sur sa vie, suivant sa carrière de près et lui écrivant de nombreuses lettres de fans. Voyant d'abord en l'artiste celle qu'il décrit dans son journal intime comme une muse lui procurant un "sentiment euphorisant", Ricardo López se laisse peu à peu dévorer par sa passion pour la chanteuse et se déconnecte progressivement de la réalité, désirant être accepté par Björk et avoir "un effet sur sa vie". Il raconte également son rêve d'inventer une machine à voyager dans le temps pour devenir ami avec son idole dans son enfance. Malgré son obsession pour la chanteuse, ses fantasmes n'étaient pas sexuels. Dans son journal, il écrit : "Je ne pourrais pas coucher avec Björk parce que je l'aime". 
Au fil du temps, le journal de Ricardo López finit par atteindre 803 pages, évoquant ses pensées sur Björk, ainsi que son mal-être en raison de son surpoids, son dégoût pour la gynécomastie dont il souffrait (qu'il décrit comme une déformation qui lui a fait se sentir "bizarre"), mais aussi son incapacité à avoir une petite amie,. Dans ses écrits, López se définissait comme "un perdant qui n'a même pas appris à conduire", se plaignant régulièrement de son travail d'exterminateur qu'il estimait ingrat et mal payé. À terme, le journal contenait 168 références à son sentiment d'échec, 34 références au suicide et 14 références au meurtre. Il y a fait également 408 références à Björk et 52 à d'autres célébrités.

## Journal vidéo et tentative d'assassinat de Björk
En 1996, alors qu'il vit seul dans un appartement à Hollywood, en Floride, Ricardo López découvre dans un article de Entertainment Weekly que Björk a débuté une relation amoureuse avec le musicien Goldie,,. Rendu furieux par ce qu'il estime être une trahison, qui plus est avec un homme noir (auquel il se référera à plusieurs reprises en employant le mot "nègre"), Ricardo López écrit dans son journal: "J'ai perdu huit mois et elle a un putain d'amant". Dès lors, il a commencé à imaginer un plan sur la façon dont il pourrait « punir » Björk. 
À l'occasion de son vingt et unième anniversaire, Ricardo López s'offre une caméra vidéo. C'est alors qu'il cesse d'écrire et qu'il commence à filmer un journal vidéo dans son appartement. Selon Ricardo López, le but du journal vidéo est de documenter "ma vie, mon œuvre et mon plan. Ce que je cherche en parlant ainsi, c'est du réconfort. Je suis mon propre psychologue. Tu es une caméra. Je suis Ricardo." Il enregistre ainsi onze cassettes vidéo contenant chacune environ deux heures de vidéo, dans lesquelles il décrit, preuves à l'appui, les moindres détails de sa "vengeance", et discute de son "coup de cœur qui s'est mué en une obsession". La colère de Ricardo López sur la relation de Björk avec Goldie atteint son point culminant lorsqu'il prend la décision de la tuer. Dans l'une de ses déclarations, il dit : "Je vais simplement devoir la tuer. Je vais envoyer un colis. Je vais l'envoyer en enfer. " 
Souhaitant combler son désir d'avoir un effet durable sur la vie de Björk, López envisage d'abord de concevoir une bombe remplie d'aiguilles hypodermiques contenant du sang contaminé par le VIH. La mise en œuvre d'un tel plan se révélant relativement complexe, Ricardo López change ses plans et fabrique un colis piégé, cachant une bombe d'acide sulfurique dans un livre évidé qu'il prévoyait d'envoyer au domicile de Björk à Londres,, avant de se suicider chez lui. L'engin a été conçu pour exploser et tuer ou défigurer Björk à l'ouverture du livre, Ricardo López espérant que, dans le cas où la bombe tuerait Björk, les deux pourraient être réunis dans le ciel.

## Décès
Ricardo López a commencé à filmer son ultime vidéo le matin du 12 septembre 1996. La dernière cassette, intitulée "Last Day - Ricardo López" ("Dernier jour - Ricardo López"), débute par Ricardo López se préparant à se rendre au bureau de poste pour envoyer le colis. Il déclare être "très, très nerveux" mais que s'il éveille les soupçons, il se suicidera plutôt que d'être arrêté. De retour de la poste, Ricardo López reprend l'enregistrement de son journal. Alors qu'on le voit nu et qu'on entend la musique de Björk en fond sonore, Ricardo López se rase la tête et se peint le visage en rouge et vert. Il se regarde dans un miroir, puis s'adresse à la caméra pour dire qu'il est « un peu nerveux désormais. Je ne suis clairement pas ivre. Je ne suis pas déprimé. Je sais exactement ce que je fais. [Le pistolet] est armé. Il est prêt à faire feu.». À la fin de la chanson de Björk I Remember You, López crie : « This is for you ! » ("C'est pour toi !") et se tire une balle dans la bouche avec un revolver calibre .38, puis s'effondre hors-champs dans un râle de douleur, marquant ainsi la fin de la dernière cassette. Derrière Ricardo López, une pancarte peinte à la main affichant les mots "The best of me. Sept.12" ("Le meilleur de moi. 12 septembre") est accroché au mur, conduisant la police a émettre l'hypothèse que López projetait d'utiliser le coup de feu pour recouvrir la pancarte avec son sang et son cerveau. 
Cinq jours plus tard, le 16 septembre 1996, la police, attirée par des traces de sang et une odeur nauséabonde, entre dans l'appartement de Ricardo López et y découvre son cadavre en décomposition. Un message écrit sur le mur disait : "The 8 mm videos are documentation of a crime, terrorist matter, they are for the FBI." ("Les bandes vidéos 8 mm sont des pièces à conviction dans une affaire de terrorisme, elles sont pour le FBI.") Bien que la bombe construite par Ricardo López fût la seule, le bureau du shérif du comté de Broward a évacué le bâtiment par précaution pendant qu'une équipe de déminage parcourait les lieux en quête d'un possible autre engin explosif. 
Après avoir visionné la dernière cassette de López, la police s'empressa de contacter Scotland Yard pour les avertir qu'un colis piégé était en route vers la résidence londonienne de Björk. Le Metropolitan Police Service intercepte le colis, avant sa livraison, dans un bureau de poste du sud de Londres où il est neutralisé en toute sécurité. Les chances pour que le plan de López puisse fonctionner étaient maigres, le courrier de l'artiste étant filtré par son équipe. Sans le savoir, López lança sa vengeance et se donna la mort quelques jours après que Björk et Goldie eurent mis fin à leur relation.

## Conséquences
Après le suicide de Ricardo López, Björk a déclaré être « très bouleversée » par l'incident. Elle ajoute : « C'est terrible, très terrible. C'est très triste que quelqu'un veuille se tirer dans la tête (...) Je fais de la musique, mais quoi qu'il en soit les gens ne devraient pas me prendre trop au pied de la lettre et s'impliquer dans ma vie personnelle. » Elle a envoyé une carte et des fleurs à la famille de Ricardo López. 
Plus tard, Björk quitte Londres pour l'Espagne, pour enregistrer son album Homogenic. Elle a également engagé un service de sécurité pour son fils, Sindri, désormais escorté à l'école.  
Un an après la mort de Ricardo López, Björk évoque l'incident dans une interview : « J'étais très contrariée que quelqu'un soit mort. Je n'ai pas pu dormir pendant une semaine. Et je mentirais si je disais que ça ne me faisait pas peur. Qu'on pourrait me blesser et, surtout, qu'on pourrait blesser mon fils. » 
Si la famille et les amis de López étaient au fait de l'obsession qu'il nourrissait pour Björk, tous ont dit ne pas avoir eu connaissance des pensées morbides de Ricardo López, ni même qu'ils le pensaient capable d'agir violemment. Pourtant, son frère se rappelle lui avoir conseillé de « te trouver une vraie femme, tu es obsédé. » Un psychiatre qui a suivi López pour son anxiété peu de temps avant sa mort a également déclaré que López ne semblait pas dangereux. Les vidéos de Ricardo López, y compris son suicide, ont d'abord été confisquées par le FBI avant d'être remises aux journalistes.

## Postérité
En 2000, le réalisateur danois Sami Saif réalise un documentaire intitulé The Video Diary of Ricardo López. À partir des 22 heures de journal vidéo de Ricardo López, Sami Saif retrace en 70 minutes les derniers mois de la vie du jeune homme et de son obsession pour Björk. Saif a choisi de restreindre l'accès à son film et de ne pas le rendre public. Il déclare : « Je veux être là quand les gens voient le film, parce qu'on trouve toutes sortes de choses concernant Ricardo López sur Internet. J'aime pouvoir parler aux gens de ce qu'ils ont vu ».
En 2024, sort un autre documentaire, The Best of Me de Heather Landsman.